# Лорі Ернандес
Лорі Ернандес (англ. Laurie Hernandez, нар. 9 червня, 2000 року) — американська гімнастка, олімпійська чемпіонка 2016 року.

## Біографія
Народилася в родині Ванди та Ентоні Ернандесів. Має сестру Джеліку, яка володіє чорним поясом з карате, та брата Маркуса, що займається легкою атлетикою та спеціалізується на бігу на 400 м.
З третього класу навчається вдома. Закінчила школу у 2018 році.
Восени 2016 року брала участь у 23 сезоні телевізійному шоу "Танці з зірками", в якому в парі з професійним танцором Валентином Чмерковським здобула перемогу.
Під час перерви в спортивній кар'єрі випустила мемуари "I Got This" про свій шлях до олімпійського золота в Ріо-де-Жанейро. У 2018 року в світ вийшла дитяча мотиваційна книга "She's Got This", яка спонукає дітей досягати поставлених цілей.

## Спортивна кар'єра
У п'ятирічному віці батьки записали до балетного та танцювального гуртка, але захоплюючись переглядати змагання зі спортивної гімнастики по телевізору, попросила батьків віддати її до секції спортивної гімнастики замість танців. Мати відвела до секції Карлі Гейні, де через шість тижнів тренувань опанувала колесо та шпагат. Карлі Гейні запропонувала взяти до групи дорослих дівчат талановиту спортсменку своїй сестрі, Меггі Герні, з якою Лорі тренувалась до Олімпійських ігор в Ріо-де-Жанейро.

#### 2016
Дебютувала за дорослу збірну США на міжнародному турнірі Єзоло Трофі в Італії, де здобула перемоги в командній першості та у вправі на колоді, другою завершила змагання в опорному стрибку, бронзу здобула в особистому багатоборстві.
Через чемпіонат США та табір відбору на Олімпійські ігри змогла відібратися до олімпійської команди.
У червні отримала травму коліна, через яку змушена була пропустити шість тижнів тренувань.
На Олімпійських іграх в Ріо-де-Жанейро, Бразилія, здобула перемогу в командній першості, а у фіналі вправи на колоді виборола особисту срібну нагороду. Стала першою латиноамериканською гімнасткою, яка змогла здобути командне золото та особисте срібло на Олімпійських іграх.
Після завершення Олімпійських ігор оголосила про перерву в спортивній кар'єрі.

#### 2018
У жовтні оголосила про відновлення спортивної кар'єри. Переїхала з Нью-Джерсі до Каліфорнії, де почата співпрацювати з Дженні Чжан та Гоуї Лян, відомими колишніми тренерами Кайли Росс. За час відсутності пройшов пубертат, тому змушена була не лише відновлювати спортивну форму, але й звикати до нових параметрів дорослого тіла.

#### 2020
Відмовилась від участі у лютневому тренувальному зборі збірної США через індивідуальний графік підготовки до травневих внутрішніх турнірів США.
Під час локдауну через пандемію коронавірусу вирішила повернутися додому, щоб бути з родиною. Тренувалась без тренерів в Нью-Джерсі протягом чотирьох місяців. Визнає, що перенесення Олімпійських ігор 2020 на рік позитивно вплине на підготовку, яку почала запізно. Сподівається, що додатковий час дасть змогу не лиш відновити втрачену за два роки перерви складність, але й посилити її.

#### 2021
Через чотири з половиною роки з олімпійського фіналу у вправі на колоді стартувала на Зимовому кубку, де виконала дві вправи: продемонструвала п'ятий результат з 13,950 балами на колоді та тринадцятий у вільних вправах.
На чемпіонаті США під час розминки сильно розтягнула зв'язки лівого коліна, тому після вправи на колоді, де набрала 12,400 балів, змушена була знятися зі змагань. Скористалась можливістю подати петицію про включення до олімпійських випробовувань, але їй було відмовлено.

## Результати на турнірах
| Рік  | Змагання                          | КБ | ІБ | Опорний стрибок | Різновисокі бруси | Колода | Вільні вправи |
| ---- | --------------------------------- | -- | -- | --------------- | ----------------- | ------ | ------------- |
| 2016 | Єзоло Трофі                       | 1  | 3  | 2               |                   | 1      |               |
| 2016 | Тихоокеанський чемпіонат          | 1  |    |                 |                   |        |               |
| 2016 | Чемпіонат США                     |    | 3  |                 | 3                 | 3      | 3             |
| 2016 | Табір відбору на Олімпійські ігри |    | 2  | 4               | 7                 | 1      | 3             |
| 2016 | Олімпійські ігри                  | 1  |    |                 |                   | 2      | 4             |
| 2021 | Зимовий кубок                     |    |    |                 |                   | 5      | 13            |
| 2021 | Чемпіонат США                     |    | 28 |                 |                   |        |               |

## Відсторонення тренера
У жовтні 2018 року оголосила про завершення співпраці зі своїм особистим тренером Меггі Гейні, яка піддавала спортсменку жорстким емоційним та словесним знущанням протягом усього тренувального процесу, що призвело до депресії,панічних атак та розладів харчової поведінки. У січні 2020 року Лорі давала покази проти тренера, яку за рішенням незалежної комісії "Safe sport"  було відсторонено від тренерської діяльності на вісім років.